# Zydeco
Lo zydeco (dal francese les haricots) è un termine utilizzato a partire dagli anni '60 per definire uno stile
ibrido tra lo swamp blues, e le tradizioni musicali regionali della Louisiana, quella dei bianchi di lingua 
francese, gli Acadien o Cajun, e dei Creoli.
Tipicamente dai ritmi veloci, e dominata dall'accordion diatonico e dal caratteristico strumento ritmico a sfregamento conosciuto col nome di rub-board o frottoir, la musica zydeco fu in origine pensata per le sale da ballo frequentate dalle persone di colore, integrando stili da ballo come il valzer, shuffle, polka, two-step,
e in seguito influenze di generi moderni come reggae, hip-hop, R&B, soul, ska, rock, e musica afro-caraibica.

## Strumenti

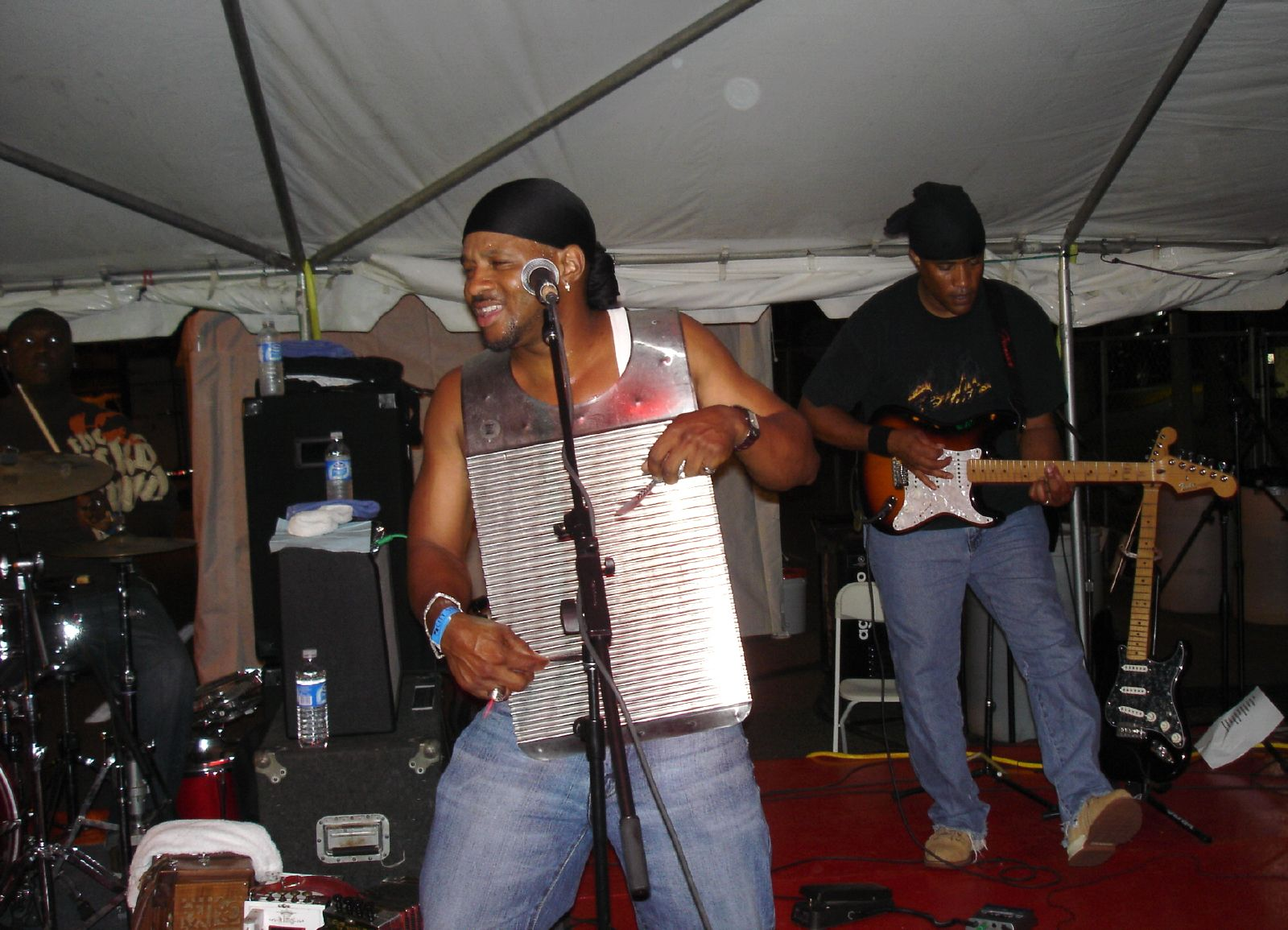
La caratteristica rubboard o "frottoir", versione moderna della comune asse da bucato, usata come strumento dai primi musicisti zydeco.

I musicisti cajun d'anteguerra usavano abitualmente l'asse da bucato (washboard), facilmente reperibile, come rudimentale strumento ritmico a sfregamento.
Il primo vest frottoir (rub-board in metallo) fu creato da Clifton Chenier, il "Re dello zydeco", nel 1946, mentre lui e suo fratello lavoravano in una raffineria a Port Arthur, Texas. Il primo strumento del genere creato dal progetto di Chenier fu costruito su richiesta dello stesso dal loro conterraneo, certo Willie Landry, uno specialista saldatore e lavoratore dei metalli, che lavorava anche lui nella stessa raffineria. Il rubboard zydeco, concepito esclusivamente come strumento di percussione per quel genere musicale, è conservato allo Smithsonian Institution.
Altri strumenti classici dello zydeco includono l'Organetto diatonico, mutuato dalla tradizione Cajun, oppure la vera e propria fisarmonica, la chitarra, più raramente il fiddle.
L'influenza moderna del R&B ha portato in dote la chitarra e il basso elettrico, la batteria, e gli strumenti a fiato.

## Storia
Lo zydeco si presenta come sintesi della musica tradizionale Creola, con forti influenze dalla musica Cajun e dalla tradizione afro-americana della Louisiana, R&B, blues, jazz, e gospel. Fu definita sovente come French music o come la-la.
Molti musicisti di colore si ispirarono alla tradizione bianca locale, e Amédée Ardoin fece una delle prime incisioni di musica "cajun" nel 1928. Questo tipo di musica servì da fondamenta per quel genere che verrà conosciuto più tardi col nome di zydeco.

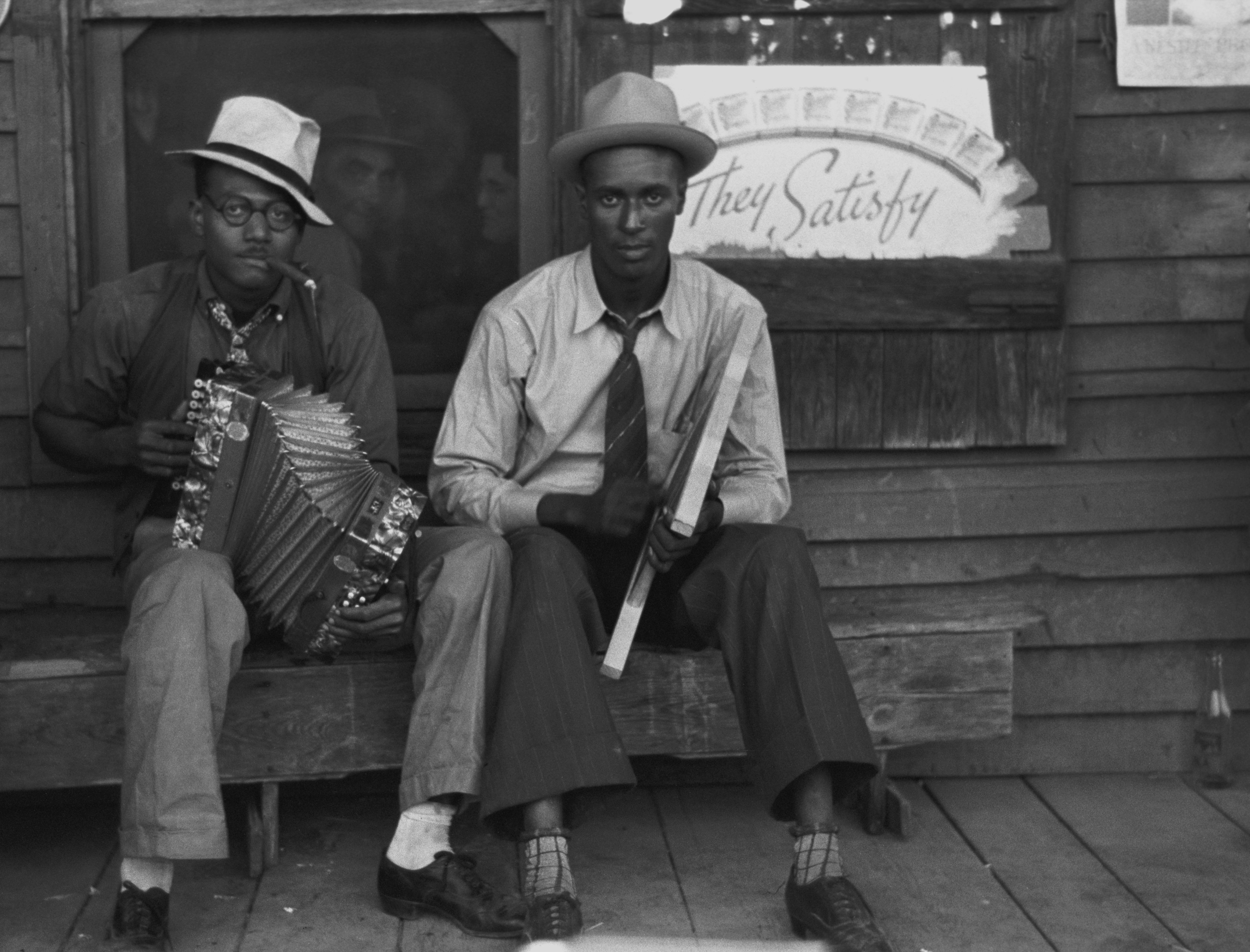
Musicisti neri cajun a New Iberia, Louisiana (1938)

Dopo la Grande Depressione, molti afro-americani di lingua francese e creoli della Louisiana occidentale, lasciarono il sud della Louisiana, cercando migliori opportunità di reddito nelle fabbriche e raffinerie del Texas
meridionale, e alcuni di loro iniziarono ad esibirsi da dilettanti o semi-professionisti nei juke-joint locali, proponendo la
musica della Louisiana.
Alla fine degli anni quaranta, in seguito a un breve periodo di voga del cajun, Clarence Garlow ottiene un buon successo con 
un R&B dal forte sapore cajun, "Bon Ton Roula" (conosciuto anche come "Bon Ton Roulay" o "Bon Ton Roulet"), e negli anni cinquanta, giunge alla popolarità Clifton Chenier, che firmò con importanti etichette nazionali di musica nera, la Specialty e la Chess. Chenier, considerato l'architetto dello zydeco contemporaneo, divenne la star maggiore di questo genere musicale, esibendosi in importanti festival (celebre la sua apparizione al Berkeley Blues Festival nel 1966) e ottenendo successi fuori dallo stretto ambito regionale, tra cui una versione modernizzata del traditional cajun "Les Haricots Sont Verts, Pas Salés". Il termine "zydeco" è dovuto ad una distorsione inglese del francese dialettale della Louisiana "zaricos" (ovvero, "les haricots", i fagioli). Tuttavia questa non fu la prima canzone zydeco: nel 1954, Boozo Chavis, un altro artista popolare, aveva registrato "Paper in My Shoe".

A metà degli anni ottanta, Rockin' Sidney portò la musica zydeco all'attenzione internazionale col brano di successo "My Toot Toot". Clifton, Rockin' Sidney e Queen Ida, tutti vincitori di Grammy durante questo periodo cruciale per il genere, aprirono le porte per gli artisti emergenti che avrebbero continuato le tradizioni. In quegli anni Rockin' Dopsie registrò con Paul Simon e firmò un contratto con una grossa etichetta, John Delafose fu altamente popolare a livello regionale e successivamente il genere prese una svolta considerevole grazie a band emergenti che portarono questa musica sulla scena nazionale, infondendole una nuova esuberanza, nuovi suoni e stili.

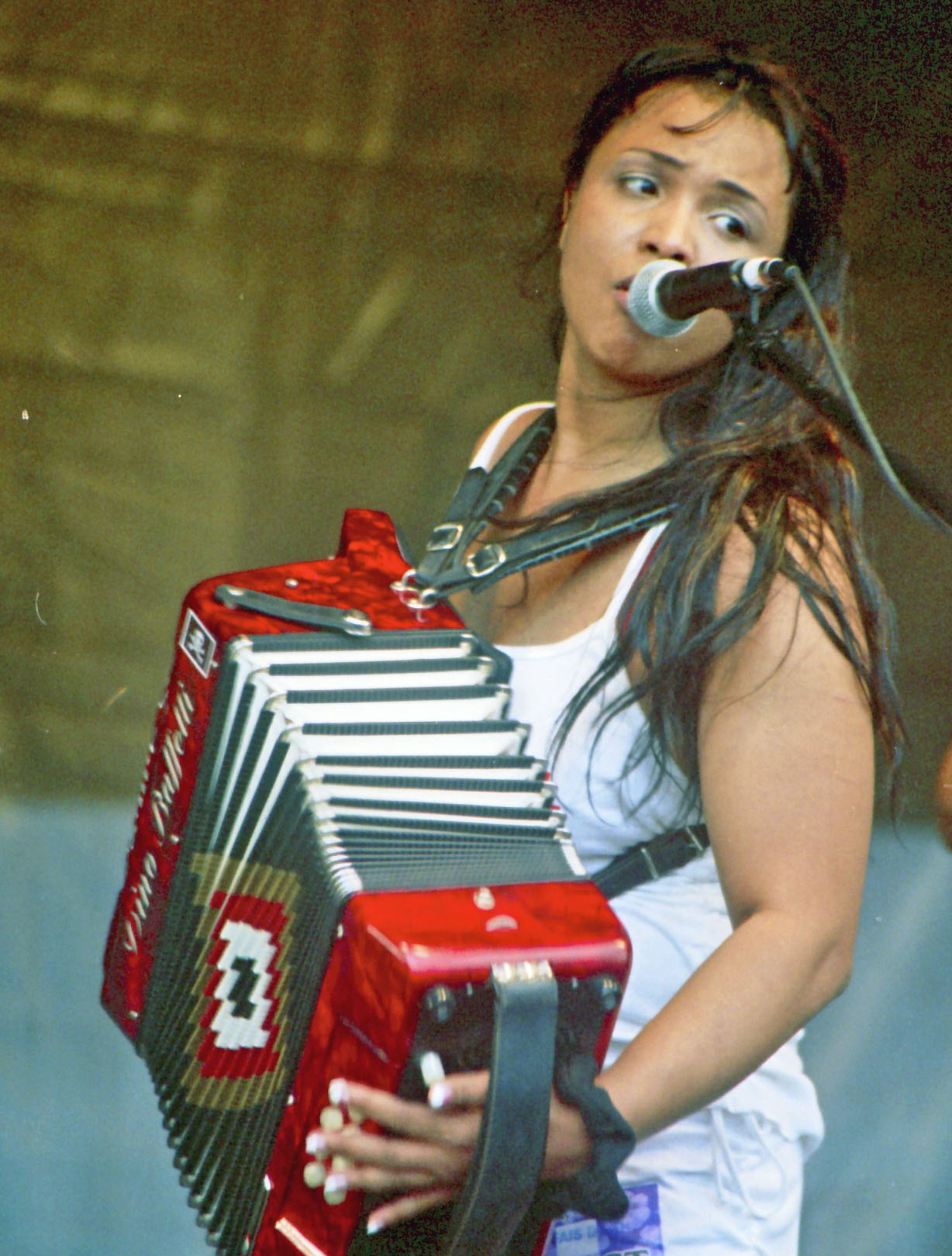
Rosie Ledet - musicista zydeco

Boozoo Chavis, John Delafose, Roy Carrier, Zydeco Force, Nathan and The Zydeco Cha Chas, The Sam Brother, Terrance Simien, Chubby Carrier, e molti altri, stavano dando nuova vita al genere. Buckwheat Zydeco aveva già una carriera avviata, e firmò il suo contratto con la Island Records proprio in quel periodo. Tutto ciò combinato con la popolarità nazionale del Cajun e del cibo Creolo, e il film "The Big Easy", portarono alla resurrezione della tradizionale musica zydeco, coltivando nuovi artisti, mentre la musica prese una direzione più moderna grazie alla maggiore popolarità nel pubblico di massa.
Giovani musicisti zydeco, come C. J. Chenier, Chubby Carrier, Geno Delafose, Terrance Simien, Nathan Williams e altri, iniziarono tour internazionali durante gli anni ottanta. Beau Jocque fu un innovatore fondamentale che infuse nello zydeco potenti ritmi e linee di basso negli anni novanta, aggiungendo una produzione accurata ed elementi di funk, hip-hop e rap. Giovani performer come Chris Ardoin, Keith Frank, e Zydeco Force aggiunsero ancora qualcosa al sound, legandolo al ritmo della grancassa, per accentuarne ancor di più il contrattempo. Questo stile è a volte chiamato "double clutching".
Attualmente ci sono numerose band zydeco professionali, che vanno in tour regolarmente negli Stati Uniti e in Europa.

## Attuali sviluppi
Oggi lo zydeco è divenuto uno dei simboli dell'identità culturale e musicale della Louisiana.
Vengono organizzati veri e propri festival zydeco sia negli Stati Uniti che in Europa ed il genere viene trasmesso dalle 
radio tradizionali e via Internet.
Il 7 giugno 2007, è stata introdotta una nuova categoria per i Grammy: Miglior album di musica zydeco o cajun.

## Musicisti
- Clifton Chenier
- Buckwheat Zydeco
- Chubby Carrier And The Bayou Swamp Band
- Nathan Williams and the Zydeco Cha Chas
- Zydeco Force
- Loco Zydeco
- Zydecopious
- C.J. Chenier
- Boozoo Chavis
- Queen Ida
- Beau Jocque
- Geno Delafose
- Chris Ardoin
- Step Rideau
- Preston Frank
- Keith Frank
- Rosie Ledet